# زن عجیب و غریب
زن عجیب و غریب (انگلیسی: Weird Woman) فیلمی در ژانر ترسناک به کارگردانی رجینالد ده بورگ است که در سال ۱۹۴۴ منتشر شد. از بازیگران آن می‌توان به لان چینی جونیور، آن وین، و ایولین انکرز اشاره کرد.